# Litsea chrysoneura
Litsea chrysoneura är en lagerväxtart som beskrevs av Kostermans. Litsea chrysoneura ingår i släktet Litsea och familjen lagerväxter. Inga underarter finns listade i Catalogue of Life.